# Jean-Georges Noverre
Jean-Georges Noverre (Parigi, 29 aprile 1727 – Saint-Germain-en-Laye, 19 ottobre 1810) è stato un danzatore e coreografo francese, noto come maître de ballet.
È considerato il creatore del balletto moderno. Il giorno della sua nascita, il 29 aprile, viene celebrato con la giornata internazionale della danza. David Garrick, il celebre attore teatrale britannico, lo soprannominò lo Shakespeare della danza. Nessuno dei 150 balletti da lui coreografati è arrivato fino a noi.

## Biografia
Debutta a Fontainebleau nel 1742, davanti alla corte di Luigi XV, dopodiché il principe Enrico di Prussia lo invita a Berlino. Di ritorno a Parigi, entra nella compagnia di danza dell'Opéra-Comique. Nel 1748 sposa l'attrice e ballerina Marguerite-Louise Sauveur. Alla chiusura della Opéra-Comique nel 1749, Noverre si sposta a Strasburgo e a Lione, dove danza fino al 1752. Trascorre anche alcuni anni a Londra chiamato dall'attore britannico David Garrick. Nel 1754, ritorna all'Opéra-Comique e vi compone il suo primo balletto, Les Fêtes chinoises che ha un notevole successo ma che successivamente Noverre ripudierà.
Ritornato a Lione, tra gli anni 1758 e 1760, produce parecchi balletti e pubblica le sue Lettres sur la danse et les ballets che conosceranno più pubblicazioni e saranno tradotte in inglese, tedesco e spagnolo. Chiamato a Stoccarda nel 1760, vi resta per sette anni e poi si trasferisce a Vienna, sotto la protezione della futura regina Maria Antonietta che lo nomina "maître de ballet" di corte. Compone molti balletti, alcuni dei quali in collaborazione con Gluck. Nel 1775 Maria Antonietta lo chiama a Parigi e lo nomina maître de ballet dell'Opéra. Dopo un secondo soggiorno a Londra, dal 1785 al 1793, Noverre si ritira a Saint-Germain-en-Laye nel 1795 e qui muore nel 1810, mentre sta preparando un'edizione del Dictionnaire de la danse.
Oltre alle celebri Lettere sulla danza (Lettres sur la danse), Noverre scrisse Observations sur la construction d'une nouvelle salle de l'Opéra (1781), Deux lettres de M. Noverre à Voltaire (su Garrick, 1801), Lettres à un artiste sur les fêtes publiques (1801), e un manoscritto non datato intitolato Théorie et pratique de la danse en général, de la composition des ballets, de la musique, du costume, et des décorations qui leur sont propres.
Noverre era amico di Voltaire, Federico II e David Garrick. È il teorico del ballet d'action.

## Il teorico
Il balletto ai tempi di Noverre è a un punto di stallo. Le rappresentazioni sono diventate semplici mezzi per mettere in mostra le scenografie spettacolari e i virtuosismi dei ballerini. Si allestiscono balletti vuoti, senza unità di azione e continuità. Noverre, seguendo le riforme abbozzate da Louis de Cahusac, il librettista di Rameau, asserisce che il balletto deve ritrarre le passioni, i costumi e gli usi dei popoli e deve seguire un'azione drammatica senza perdersi in divertissements staccati dal tema principale. Il compositore di balletto deve rappresentare la natura e la verità, offrire una narrazione logica fondata, come per le rappresentazioni teatrali, tenendo presenti tre momenti: «esposizione - sviluppo - epilogo». La danza "in azione" deve essere naturale ed espressiva più che tecnica e virtuosa e deve coinvolgere lo spettatore con una pantomima espressiva, ispirata al gioco teatrale, come quello di Garrick. Noverre non risparmia critiche alla danza dei suoi tempi e alla situazione dell'Opéra in particolare: mette in dubbio l'organizzazione gerarchica del balletto, bandisce la maschera che «soffoca gli affetti dell'anima», come dice lui, predica abitudini veritiere, alleggerite e meglio adattate alla danza.
Grande importanza rivestono per Noverre, nella sua concezione del balletto quasi come uno "spettacolo totale", le scenografie e i costumi. La realizzazione di questi ultimi, portatori di una simbologia precisa quanto alle caratteristiche del personaggio, vennero per lo più affidati a Louis-René Boquet.
Per quanto riguarda il ballerino, egli deve possedere una cultura generale abbastanza approfondita, che includa lo studio della poesia, della storia, della pittura, della geometria, della musica e dell'anatomia.
Le sue nuove teorie sulla danza saranno terreno fertile per lo sviluppo del balletto romantico.

## Le pubblicazioni delleLettere sulla danza

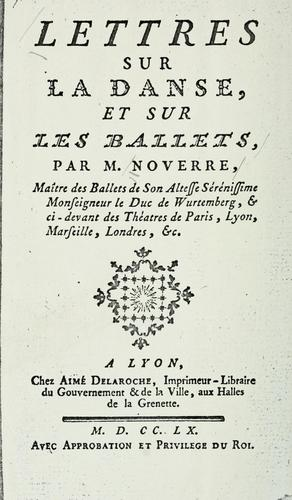
Frontespizio dell'edizione originale delle Lettres

- Edizioni apparse con l'autore vivente e fac-simili
  - Lettres sur la danse, et sur les ballets, par M. Noverre, maître des ballets de Son Altesse Sérénissime Monseigneur le Duc de Wurtemberg, & ci-devant des théâtres de Paris, Lyon, Marseille, Londres, &c. Lione, Aimé Delaroche, 1760 (accessibile gratuitamente on-line in openlibrary.org).
  - Lettres sur la danse, et sur les ballets, par M. Noverre, maître des ballets de Son Altesse Sérénissime Monseigneur le Duc de Würtemberg, & ci-devant des théâtres de Paris, Lyon, Marseille, Londres, &c. Vienna, Jean-Thomas Trattnern, 1767.
  - Briefe über die Tanzkunste und über die Ballette, vom Herrn Noverre. Aus dem Französischen übersetzt. Amburgo e Brema, Johann Hinrich Cramer, 1769.
  - Lettres sur la danse et sur les ballets. Par M. Noverre, pensionnaire du roi, & maître des ballets de l'empereur. Seconde édition. Londra-Parigi, Veuve Dessain junior, 1783.
  - Lettres sur la danse, sur les ballets et les arts par M. Noverre, ancien maître des ballets en chef de la cour de Vienne et de l'Opéra de Paris. San Pietroburgo, Jean Charles Schnoor, 4 volumi.
  - Lettres sur les arts imitateurs en général, et sur la danse en particulier, dédiées à Sa Majesté l'Impératrice des Français et Reine d'Italie. Par J.-G. Noverre, ancien maître des ballets en chef de l'Académie impériale de Musique, ci-devant chevalier de l'Ordre du Christ. Parigi, Léopold Collin; La Haye, Immerzeel, 1807, 2 volumi.
- Alcune riedizioni e traduzioni
  - Lettres sur la danse et sur les ballets, précédées d'une vie de l'auteur, par André Levinson. Parigi, Duchartre & Van Buggenhoudt, 1927.
  - Letters on Dancing and Ballets. Translated by Cyril W. Beaumont. Londra, C. W. Beaumont, 1930. Ristampato a New York, Dance Horizons, 1966 e 1975, e ad Alton, Dance Books, 2004.
  - Lettres sur la danse et les arts imitateurs. Parigi, Lieutier, 1952 (prefazione di Fernand Divoire). Ristampato a Parigi, Librairie Théâtrale, 1977.
  - Lettres sur la danse et les ballets. Mosca, 1965.
  - Lettres sur la danse. Présentation de Maurice Béjart. Paris, Ramsay, 1978. ISBN.
  - Lettres sur la danse. Présentation de Maurice Béjart. Paris, Éditions du Sandre, 2006. ISBN.
  - Lettere sulla Danza di Jean George Noverre, 1980, Di Giacomo Editore, trad. dal francese di Alberto Testa.
  -  Lettres sur la danse, sur les ballets et sur les arts (1803), a cura di Flavia Pappacena, Chorégraphie, n. 6, Lucca, LIM, 2011.
  -  Lettere sulla danza, sui balletti e sulle arti (1803), a cura di Flavia Pappacena, Chorégraphie, n. 7, Lucca, LIM, 2011.

## Principali coreografie
- Les Fêtes chinoises (Parigi 1754) (mus. di Jean-Philippe Rameau)
- La Fontaine de jouvence (Parigi 1754)
- La Toilette de Vénus (Lione 1757) (mus.di François Granier)
- L'Impromptu du sentiment (Lione 1758)
- La Mort d'Ajax (Lione 1758) (mus.di François Granier)
- Alceste (Stoccarda 1761 - Vienna 1767) (mus. Christoph Willibald Gluck)
- La Mort d'Hercule (Stoccarda 1762)
- Psyché et l'Amour (Stoccarda 1762) (mus. di Jean-Joseph Rodolphe)
- Jason et Médée (Stoccarda 1763 - Vienna 1767 - Parigi 1776 e 1780 - Londra 1781) (mus. di Jean-Joseph Rodolphe)
- Hypermnestre (Stoccarda 1764)
- Diane et Endymion (Vienna 1770)
- Le Jugement de Pâris (Vienna 1771)
- Roger et Bradamante (Vienna 1771)
- Agamemnon vengé (Vienna 1772)
- Iphigénie en Tauride (Vienna 1772) (mus. Christoph Willibald Gluck)
- Thésée (Vienna 1772)
- Acis et Galathée (Vienna 1773)
- Adèle de Ponthieu (Vienna 1773 - Londra 1782)
- Alexandre et Campaspe de Larisse (Vienna 1773)
- Les Horaces et les Curiaces (Vienna 1774 - Parigi 1777)
- Renaud et Armide (Milano 1775 - Londra 1782)
- La nuova sposa Persiana (Milano 1775 - Vienna 1775)
- Apelle et Campaspe (Parigi 1776 - Lione 1787)
- Les Caprices de Galatée (Parigi 1776 - Londra 1789)
- Annette et Lubin (Parigi 1778)
- Les Petits Riens (Parigi 1778) (mus. di Wolfgang Amadeus Mozart)
- La prima età dell'innocenza o la rosaia di Salency, (1775), (mus. di Louis Baillou)
- Les Amours d'Énée et de Didon (Lione 1781)
- La Fête du Sérail (Parigi 1788)
- L'Amour et Psyché (Londra 1788) (mus. di Jean-Joseph Rodolphe)
- La Fête de Tempé (Londra 1788)
- Admète (Londra 1789)
- La Bergère des Alpes (Londra 1794)
- La Vittoria (Londra 1794)
- Windsor Castle (Londra 1795)